# Aurelia, Iowa
Aurelia là một thành phố thuộc quận Cherokee, tiểu bang Iowa, Hoa Kỳ. Năm 2010, dân số của thành phố này là 1036 người.

## Dân số
Dân số qua các năm:
- Năm 2000: 1062 người.
- Năm 2010: 1036 người.